# Chiesa della Natività di Maria Vergine (San Martino in Rio)
La chiesa della Natività di Maria Vergine è la parrocchiale di Gazzata, frazione del comune italiano di San Martino in Rio in provincia di Reggio Emilia. Appartiene al vicariato della Pianura nella diocesi di Reggio Emilia-Guastalla. Il primitivo luogo di culto risaliva all'XI secolo e il tempio che ci è pervenuto risale al XVIII secolo.

## Storia

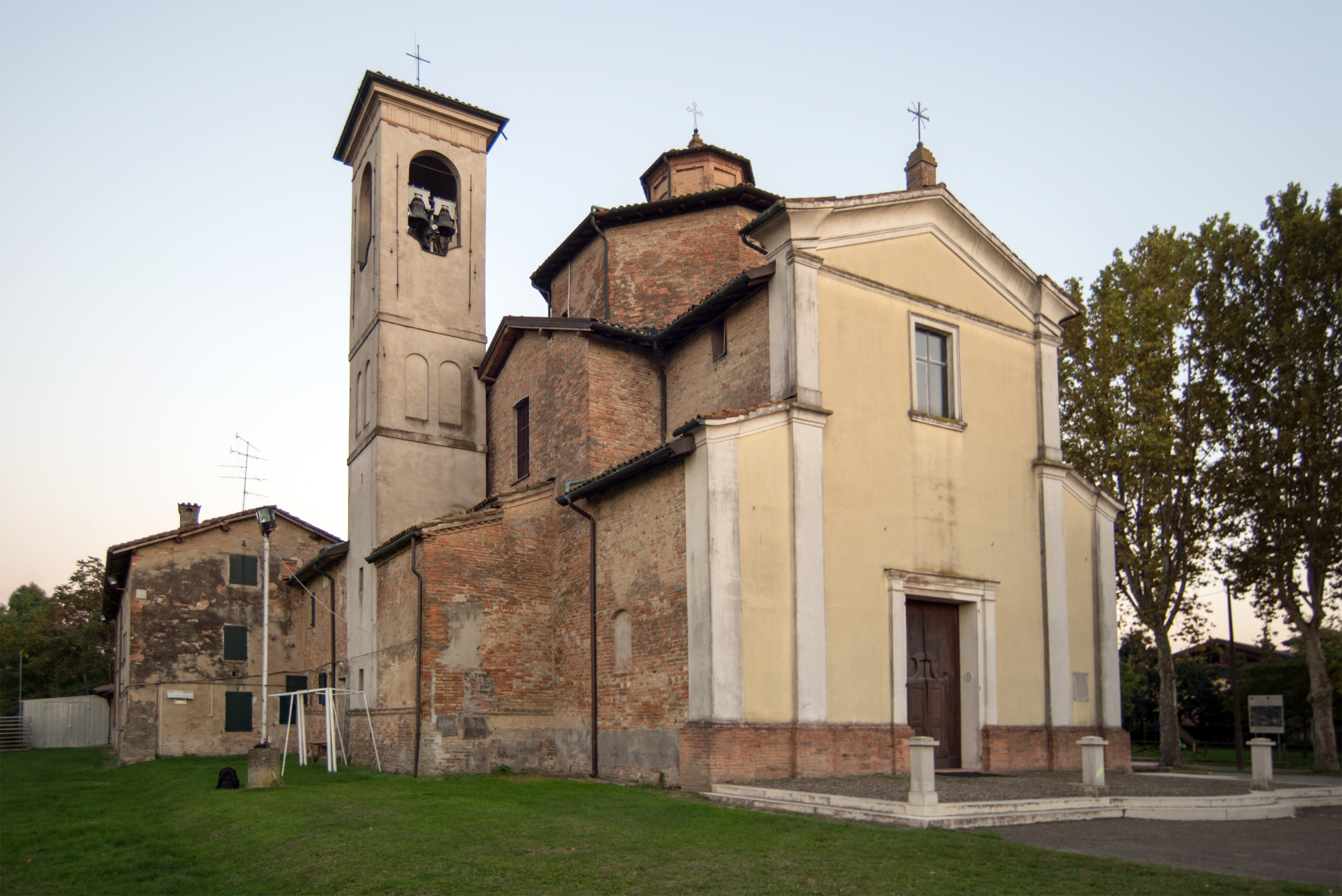
Chiesa della Natività di Maria Vergine

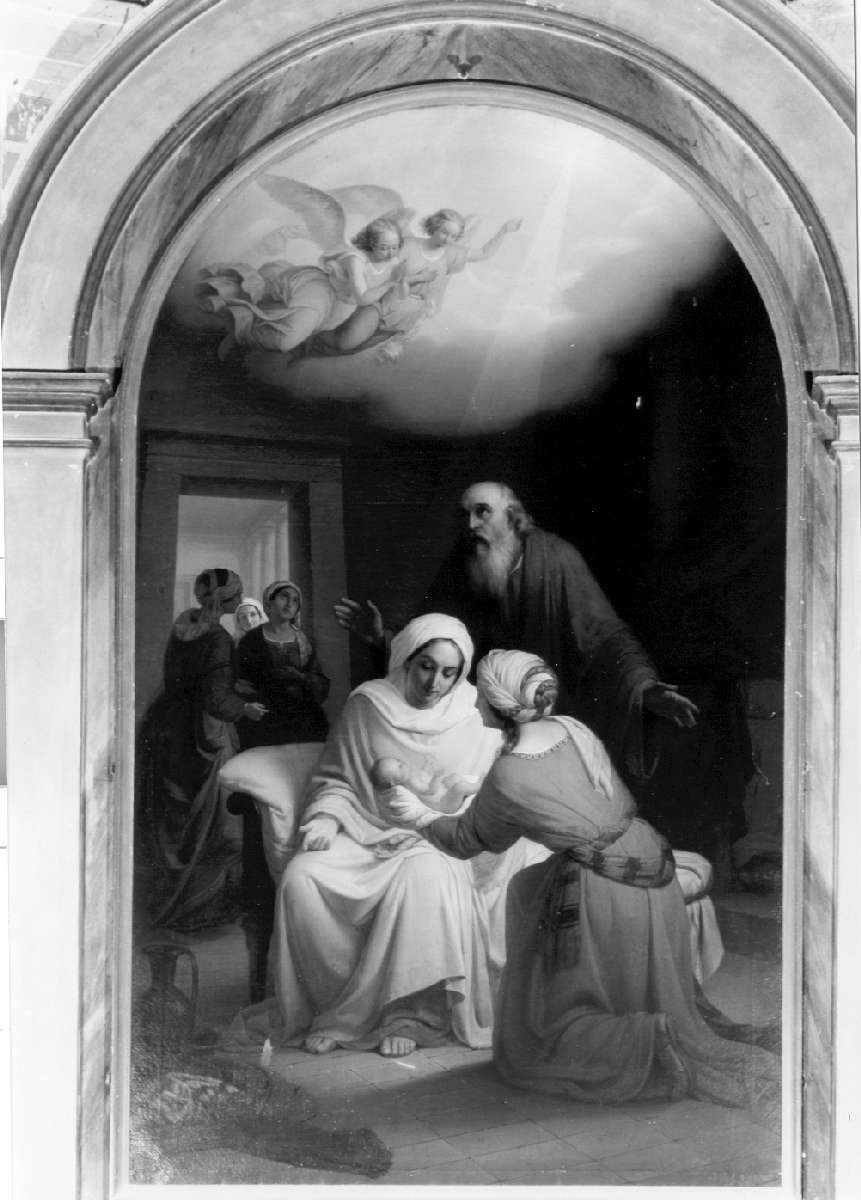
Domenico Pellizzi, Nascita di Maria Vergine, nella sala della chiesa della Natività di Maria Vergine

Il primitivo luogo di culto a Gazzata risaliva probabilmente all'anno 1000 e le prime citazioni storiche che lo riguardano risalgono a tre secoli più tardi quando venne descritto come una chiesa di notevoli dimensioni con tre absidi e quattro altari. Attorno alla metà del XVIII secolo questa chiesa si trovava in pessime condizioni e si prese la decisione di ristrutturarla ricostruendone completamente molte parti, come il campanile che conservò solo le sue parti di fondamenta e più basse per essere innalzato e la sala, che mantenne solo i grandi pilastri della struttura postante. Il cantiere della ricostruzione venne chiuso nel 1764. Quindici anni dopo il luogo di culto venne elevato a dignità di chiesa parrocchiale. Tra il 1987 e il 1991, dopo il sisma che colpì il territorio, furono necessari vari interventi di consolidamento statico e in particolare venne rinforzata la volta centrale. Un terremoto colpì l'edificio nel 1996 e un altro nel 2000 e ancora vennero eseguiti i necessari interventi restaurativi. Anche l'apparato decorativo venne rivisto perché le decorazioni presenti nella sala e risalenti al terzo decennio del XX secolo sono di particolare pregio e riprendono elementi in stile neorinascimentale e sono attribuite ai carpigiani Nello ed Enzo Mazzelli ed al modenese Arcangelo Salvarani.

## Descrizione

### Esterni
La chiesa si trova a Gazzata, frazione posta a sud di San Martino in Rio in provincia di Reggio Emilia. La facciata in stile neoclassico è caratterizzata da due lesene che reggono il grande frontone triangolare e da due ali laterali, più basse e di minore ampiezza rispetto alla parte centrale. Il portale di accesso è architravato ed è sormontato in asse dall'ampia finestra rettangolare che porta luce alla sala. La torre campanaria si alza in posizione arretrata sulla sinistra e la sua cella si apre con quattro finestre a monofora con base curvilinea. Le rifiniture sono parte ad intonaco (facciata e torre campanaria) e parte con mattoni in laterizio a vista.

### Interni
La sala si compone di una navata ampliata da tre cappelle laterali per ogni lato e col presbiterio leggermente rialzato. Dall'aula si accede alla sagrestia. La copertura è con volta a botte con parte centrale caratterizzata dalla cupola con lanterna. Nella abside alla conclusione della navata si conserva la pala d'altare raffigurante la Nascita di Maria Vergine attribuita a Domenico Pellizzi e risalente al XIX secolo. Le decorazioni della sala sono stare realizzate da Nello ed Enzo Mazzelli e da Arcangelo Salvarani. L'adeguamento liturgico si è concluso nel 1975 ed ha comportato la rimozione balaustra e dell'altare storico con la posa della mensa rivolta al popolo.